# Mettendorf (Eifel)
Mettendorf település Németországban, Rajna-vidék-Pfalz tartományban. Lakosainak száma 1118 fő (2023. december 31.).

## Népesség
A település népességének változása:
| Lakosok száma | 1048 | 1103 | 1119 | 1101 | 1127 | 1134 | 1118 |
|               | 1975 | 2014 | 2017 | 2019 | 2021 | 2022 | 2023 |